# مزوش (مقاطعة دليجان)
مزوش (بالفارسية: مزوش) هي قرية تقع في مركزي في إيران. يقدر عدد سكانها بـ 165 نسمة .